# Сохацьке
Соха́цьке —  село в Україні, в Комишнянській селищній громаді Миргородського району Полтавської області. Населення становить 100 осіб. До 2020 року орган місцевого самоврядування — Клюшниківська сільська рада.

## Географія
Село Сохацьке примикає до сіл Григорівка та Травневе, за 1 км від села Клюшниківка. По селу протікає пересихає струмок з загати.